# Protista
I protisti (o protoctisti) sono un regno di organismi eucarioti, oggi considerato non più valido ai fini della classificazione degli esseri viventi. Tale regno, infatti, è un raggruppamento obsoleto ed eterogeneo di organismi: in esso si includono gli eucarioti che per vari motivi non si possono includere nei regni degli animali, delle piante o dei funghi. Questo gruppo oggi appare come parafiletico, in quanto non contiene tutti i discendenti dell'antenato comune, e non viene quindi considerato un raggruppamento valido per la tassonomia cladistica. I protisti hanno poco in comune tra loro, tranne un'organizzazione abbastanza semplice (unicellulare o multicellulare senza tessuti altamente specializzati). 
Attualmente, la categoria dei protisti, se viene utilizzata, è solo per comodità e non perché si pensa che costituisca un gruppo naturale di organismi aventi caratteristiche in comune tra loro, come invece è per gli altri regni. Il termine "protisti" è usato in tal senso in molti libri di testo scolastici non aggiornati dal punto di vista della classificazione dei viventi.
La categoria di regno dei Protoctista (o Protista) fu proposta da Ernst Haeckel nel 1866, per raccogliervi tutti gli organismi non inseribili in altri regni, tra cui i funghi e i batteri. Nel 1938, Herbert Copeland confermò il Regno dei Protisti nella sua classificazione, scorporandovi però i batteri, in quanto procarioti e dunque elevati a regno autonomo. L'ultimo ad utilizzare la categoria del Regno dei Protisti è stato Robert Whittaker nel 1969, scorporandovi però i Funghi, elevati a regno autonomo per le loro caratteristiche cellulari.
Nelle classificazioni più recenti, pubblicate dagli ottanta del Novecento in poi, anche alla luce di recenti studi di filogenesi molecolare, la categoria dei protisti non è più presente ed è stata sostituita da altre, che seguono criteri più oggettivi. I protisti sono di conseguenza molto diversi fra loro: alcuni si muovono, altri no; alcuni effettuano la fotosintesi, altri sono eterotrofi; la maggior parte ha dimensioni microscopiche, ma alcuni sono di dimensioni più grandi.

## L'abbandono del Regno dei Protisti nelle classificazioni moderne
Nei sistemi di classificazione recenti non esiste la categoria dei Protisti:
- il modello ad otto regni di Thomas Cavalier-Smith (1981)[3];
- il modello a sei regni di Thomas Cavalier-Smith (2007)[4];
- il modello a sette regni di Thomas Cavalier-Smith (2015)[5];
- il modello a sette regni di Michael A. Ruggiero et al. (2015)[6].

Nella tabella seguente si nota l'introduzione e il successivo abbandono del Regno dei Protisti.

## Il regno dei Protisti nelle classificazioni storiche
Nei sistemi di classificazione utilizzati sino agli anni ottanta del Novecento, i Protisti rappresentano il primo e fondamentale stadio evolutivo degli organismi eucarioti prodotto dall'endosimbiosi tra organismi procarioti autotrofi ed eterotrofi (Cianobatteri e Batteri).
I protisti sono stati divisi tradizionalmente in vari gruppi a seconda che siano eterotrofi o autotrofi: quindi protozoi, alghe (o "protofite") e "funghi inferiori". Questi raggruppamenti possono facilmente sovrapporsi (per esempio Chlamydomonas è stata considerata a volte un'alga e a volte un protozoo flagellato).
A un certo punto anche i batteri vennero considerati protisti, nel sistema a tre regni di Animalia (che corrisponde da vicino al gruppo moderno, ma includeva i protozoi), Plantae (che includeva piante, alghe e funghi), e Protista (tutto il resto). Già prima dell'avvento delle classificazioni filogenetiche, i batteri (che sono procarioti) vennero posti separatamente, insieme alle cianoficee (le cosiddette "alghe verdi-azzurre").

### I protozoi, protisti eterotrofi
I protozoi sono protisti per lo più unicellulari e mobili, che si nutrono per fagocitosi, sebbene ci siano numerose eccezioni. I protozoi vivono sia sulla terraferma che in acqua e ci sono anche vari parassiti. Solitamente venivano raggruppati in quattro classi:
| Mastigophora | con flagelli lunghi                                | p.es. Peranema   |
| Sarcodina    | con pseudopodi (includono i radiolari)             | p.es. Ameba      |
| Sporozoa     | parassiti non mobili; alcuni possono formare spore | p.es. Toxoplasma |
| Ciliata      | con ciglia multiple                                | p.es Paramecio   |

### Le alghe, protisti autotrofi
Col nome di alghe si intendono molti organismi unicellulari che sono stati anche classificati come protozoi, poiché molti ritengono che abbiano acquisito i cloroplasti attraverso un'endosimbiosi secondaria. Altri sono organismi non mobili, e alcuni pluricellulari, includendo membri dei seguenti gruppi:
| Chlorophyta | Alghe verdi, simili alle piante terrestri | per esempio Ulva lactuca          |
| Rhodophyta  | Alghe rosse                               | per esempio Ellisolandia elongata |
| altre alghe | alghe brune, diatomee.                    | per esempio Macrocystis pyrifera  |

Le alghe verdi e rosse, con un piccolo gruppo chiamato glaucofite appaiono strettamente imparentate con le piante terrestri e sono quindi classificate nel regno delle piante (Plantae o Archaeplastida) nonostante la loro struttura assai semplice.
Altre alghe si sono sviluppate separatamente. Tra esse le aptofite, le criptofite, i dinoflagellati, le euglenofite e le cloraracniofite, tutte le quali sono state considerate cromisti.

### Protisti noti
Alcuni protisti sono conosciuti anche fuori dall'ambito accademico.
- paramecio, che appartiene ai ciliati, studiato a fondo in biologia perché possiede numerosi organuli specializzati;
- diatomee, presenti in tutti gli oceani e anche in acqua dolce. La maggior parte di esse deposita silicio con strutture geometriche particolari e affascinanti - la presenza di silicio permette a questi esseri di formare particolari depositi fossili e rocce biogene;
- euglena, anche essa molti studiata come modello biologico come 'tipico' Protista autotrofo;
- Trypanosoma brucei, che causa malattia del sonno trasportato dalla mosca tze-tze

### Protisti simili a funghi
Vari organismi con un'organizzazione semplice vennero considerati "funghi" perché producevano spore. Di solito venivano chiamati "funghi inferiori" e questi includono i mixomiceti, gli acrasiomiceti e i chitridi. Mentre i chitridi vengono considerati funghi a tutti gli effetti, gli altri gruppi sono stati posti tra gli stramenopili (che hanno pareti cellulari composte da cellulosa) e negli amebozoi (che non hanno pareti cellulari).